# Michael Marszalek
Michael Marszalek (* 4. März 1930 in Breslau, damals Preußen; † 5. September 2014 in Neubiberg bei München) war ein deutscher Kameramann und Musikproduzent.

## Leben
Der Sohn des Dirigenten und Komponisten Franz Marszalek ließ sich zum Fotografen ausbilden und war als Standfotograf an mehreren Filmen beteiligt. Darunter waren 1957 Anders als du und ich und 1960 der Edgar-Wallace-Film Der Rächer.
Marszalek arbeitete ab 1961 als Kameramann und zwar primär als Fernsehkameramann. Bei vielen Episoden bekannter Fernsehserien wie Tatort, Drei Damen vom Grill, Detektivbüro Roth und Gute Zeiten, schlechte Zeiten stand er hinter der Kamera. Beim Film wurde er wiederholt bei einigen der zu ihrer Zeit populären Aufklärungs- und Report-Filmen eingesetzt. Später betätigte sich Marszalek auch als Musikproduzent und unterhielt sein eigenes Label unter dem Namen MARUS.
Michael Marszalek hatte mit seiner Ehefrau Anselma einen Sohn und eine Tochter. Seine Tochter Renate Haidinger ist Gründerin und Vorsitzende des Vereins Brustkrebs Deutschland e. V., sein Enkel ist Synchronsprecher Daniel Haidinger.
Im Herbst 2014 erlag Michael Marszalek den Folgen einer Reihe von Schlaganfällen im Frühjahr des gleichen Jahres. Er wurde im Kreis der Familie in Neubiberg im gemeinsamen Grab mit seiner Frau Anselma Marszalek beigesetzt.

## Filmografie
- 1963: Der Unsichtbare
- 1965–70: John Klings Abenteuer (Fernsehserie)
- 1966: Brille und Bombe: Bei uns liegen Sie richtig!
- 1966: Lieblinge unserer Eltern: Henny Porten (TV)
- 1967: Negresco****
- 1967: Heinrich IV. (TV)
- 1968: Die goldene Pille
- 1968: Erotik auf der Schulbank
- 1968: Eva
- 1968: Willst Du ewig Jungfrau bleiben?
- 1970: Birdie
- 1970: Affäre in Berlin (Berlin Affair, TV)
- 1972: Gelobt sei, was hart macht
- 1972: Heute hau’n wir auf die Pauke
- 1973: Liebe zwischen Tür und Angel
- 1973: Tanzstunden-Report
- 1973: Bettkanonen
- 1973: Algebra um Acht (Fernsehserie)
- 1973: Bademeister-Report
- 1974: Unter einem Dach (Fernsehserie)
- 1974: Ach jodel mir noch einen
- 1977: Endstation Paradies
- 1978: Son of Hitler
- 1978: Zwei tolle Käfer räumen auf
- 1983: Wie war das damals (TV)
- 1983: Jakob und Adele (Fernsehserie)
- 1985: Didi – Der Untermieter (Fernsehserie)
- 1986: Sarah
- 1988: Tatort: Schuldlos schuldig (Fernsehserie)
- 1988: Neapel sehen und erben (TV)
- 1988: Herbst in Lugano (TV)